# Превц, Ника
Ника Превц (словен. Nika Prevc; род. 15 марта 2005, Крань) ― словенская прыгунья с трамплина, двукратная чемпионка мира 2025 года, обладательница Кубка мира 2023/24 и 2024/25 годов.

## Биография
Родилась 15 марта 2005 года в Крани Словения. Является второй младшей сестрой знаменитых словенских братьев-прыгунов Петера (1992 г.р.), Цене (1996 г. р.) и Домена (1999 г. р.).
В 2008 году она приняла участие в своих первых международных соревнованиях по прыжкам с трамплина в рамках Кубка Альп (OPA), где заняла пятое место. 26 ноября 2021 года впервые в карьере приняла участие в этапе Кубка мира по прыжкам с трамплина. 
На чемпионате мира по лыжным гонкам среди юниоров 2022 года в Закопане, Ника выиграла золотую медаль в индивидуальных прыжках с трамплина со стандартного трамплина, а также стала чемпионкой мира в командных соревнованиях. В смешанных командных соревнованиях заняла второе место. 
10 февраля 2023 года, заняв третье место в Хинценбахе, она поднялась на свой первый подиум в одиночном разряде на этапах Кубке мира.
Летом 2023 года приняла участие в III Европейских играх в Польше. Завоевала две серебряные медали в индивидуальных прыжках и одну бронзовую в смешанном командном турнире. 
16 декабря 2023 года в Энгельберге Ника впервые в карьере выиграла этап Кубка мира. 
На чемпионате мира 2025 года в Тронхейме в прыжках с нормального трамплина стала победительницей. В смешанном командном турнире стала обладателем серебряной медали. На большом трамплине выиграла золото.